# Tên người Hà Lan
Tên người Hà Lan bao gồm một hoặc nhiều tên được đặt và tên họ. Tên được đặt trong tiếng Anh và thường có giới tính cụ thể.

## Tên được đặt
Tên gọi được cha mẹ đặt cho một đứa trẻ ngay sau khi, hoặc trước, khi sinh. Thông thường một đứa trẻ có một số tên nhất định, đặc biệt là người Công giáo. Thông thường, một tên gọi trong số đó là có nghĩa là để được cho sử dụng hàng ngày. Điều này thường được nhấn mạnh trên các tài liệu chính thức, như tên cho sử dụng hàng ngày có thể là thứ hai hoặc thứ ba Thiên chúa giáo hoặc tên hoàn toàn khác nhau thậm chí không liên quan tới các tên Thiên chúa giáo. Theo truyền thống, người Công giáo thường chọn tên Latin cho trẻ em của họ, như Catarina và Wilhelmus, trong khi người Tin Lành thường chọn tên đơn giản Hà Lan, chẳng hạn như Trijntje và Willem. Trong cả hai trường hợp, tên thường gọi tắt cho sử dụng hàng ngày (Wilhelmus và Willem đã trở thành Wim). Gần một nửa số trẻ em Hà Lan ngày hôm nay nhận được một tên, hơn 30% cho hai tên, 17% có ba tên, 2,5% có được bốn tên và chỉ có rất ít trẻ em có năm hay nhiều tên nhất định.

### Luật đặt tên của người Hà Lan
Thực tế luật đặt tên của người Hà Lan cho phép đặt tất cả các tên trừ trường hợp tên được đặt quá giống với một họ đã có trong hiện tại hoặc trong trường hợp nếu tên này không phù hợp thì giới hạn số lượng tên được đặt được cho là không biết đến luật của người Hà Lan. Vì vậy theo lý thuyết, người ta có thể đặt cho đứa trẻ ấy một chuỗi tên dài. Tuy nhiên, ở Hà Lan thì giới hạn thường là 05 (năm).

## Họ
Có một loạt các họ Hà Lan (hơn 1000), là do sự giới thiệu gần đây của người Hà Lan (sự đăng ký bắt buộc của tên họ). Trong năm 1811, đã có vài thế hệ có một số tên có khả năng bị tuyệt chủng. Nhiều tên họ của người Hà Lan được bắt đầu với một tiền tố đằng trước như Van ("của/đến từ"), de/het/'t ("the"), der ("của"), van der ("của/đến từ") và in he t("trong"). Ví dụ như 't Hooft ("người đứng đầu"), de Wolf ("chó sói"), van Rijn ("đến từ rhine"). Nhưng một số tên có nguồn gốc từ động từ kết thúc với hậu tố -en thì thường chỉ ra nghề nghiệp, giống như Van Bruggen ("đến từ Bruggen") nói lên anh ta hoặc gia đình anh ta đến từ thành phố Bruges (tiếng Hà Lan:"Brugge") ở nước Bỉ.
Tại Hà Lan, các tiền tố này không được viết hoa khi được sử dụng kết hợp với tên đầu tiên hay chữ cái viết tắt của tên. Ví dụ Piet de Wolf hoặc Rembrandt Harmenszoon van Rijn còn trong tất cả các trường hợp khác thì chữ cái in hoa phải được sử dụng ví dụ như de heer Van Kampen. Hoặc khi đứng trước bởi một chức vụ khoa học như Dr. Van Wijk.

### Các họ phổ biến
| Hà Lan                 | Bỉ          |
| ---------------------- | ----------- |
| 1. De Jong             | 1. Peeters  |
| 2. De Vries            | 2. Janssens |
| 3. Jansen              | 3. Maes     |
| 4. Van de/den/der Berg | 4. Jacobs   |
| 5. Bakker              | 5. Mertens  |
| 6. Van Dijk            | 6. Willems  |
| 7. Visser              | 7. Claes    |
| 8. Janssen             | 8. Goossens |
| 9. Smit                | 9. Wouters  |
| 10. Meijer/Meyer       | 10. De Smet |